# Olympische Sommerspiele 2012/Wasserspringen – Turmspringen Synchron (Männer)
Das Synchronspringen vom 10-m-Turm der Männer bei den Olympischen Spielen 2012 in London wurde am 30. Juli 2012 im London Aquatics Centre ausgetragen. 16 Athleten (acht Paare) nahmen daran teil. 
Der Wettbewerb wurde in einem Durchgang mit jeweils sechs Sprüngen durchgeführt.
Es gewann das Team aus China, vor den Mexikanern und dem Duo aus den Vereinigten Staaten.

## Titelträger
| Olympiasieger | Lin Yue, Huo Liang ( Volksrepublik China)     | 468,18 Punkte | Peking 2008    |
| Weltmeister   | Huo Liang, Qiu Bo ( Volksrepublik China)      | 480,03 Punkte | Shanghai 2011  |
| Europameister | Sascha Klein, Patrick Hausding ( Deutschland) | 463,08 Punkte | Eindhoven 2012 |

## Finale
30. Juli 2012, 16:00 Uhr (MESZ)
Es war der dritte Sieg in Folge eines chinesischen Duos im vierten olympischen Wettbewerb in dieser Disziplin.

Mexiko (Silber) und die USA (Bronze) ersprangen sich die ersten Medaillen in dieser Disziplin.
| Platz | Name                                      | Nation             | 1. Sprung | 2. Sprung | 3. Sprung | 4. Sprung | 5. Sprung | 6. Sprung | Gesamt |
| ----- | ----------------------------------------- | ------------------ | --------- | --------- | --------- | --------- | --------- | --------- | ------ |
| 1     | Cao Yuan / Zhang Yanquan                  | China              | 56,40     | 55,80     | 89,28     | 93,06     | 92,88     | 99,36     | 486,78 |
| 2     | Iván García / Germán Sánchez              | Mexiko             | 51,60     | 50,40     | 87,69     | 95,94     | 92,07     | 91,20     | 468,90 |
| 3     | David Boudia / Nicholas McCrory           | Vereinigte Staaten | 54,60     | 54,00     | 82,56     | 92,13     | 85,14     | 95,04     | 463,47 |
| 4     | Tom Daley / Peter Waterfield              | Großbritannien     | 56,40     | 56,40     | 91,08     | 71,28     | 87,69     | 91,80     | 454,65 |
| 5     | Jeinkler Aguirre / José Antonio Guerra    | Kuba               | 54,00     | 51,60     | 81,60     | 80,64     | 89,10     | 93,96     | 450,90 |
| 6     | Ilja Sacharow / Wiktor Minibajew          | Russland           | 52,20     | 52,80     | 84,48     | 84,15     | 88,56     | 87,69     | 449,88 |
| 7     | Patrick Hausding / Sascha Klein           | Deutschland        | 52,80     | 54,00     | 84,48     | 78,84     | 84,15     | 91,80     | 446,07 |
| 8     | Oleksandr Horschkowosow / Olexandr Bondar | Ukraine            | 52,20     | 51,00     | 83,16     | 75,60     | 82,56     | 88,80     | 433,32 |

## Videoaufzeichnungen
- Finale